# Eindecker

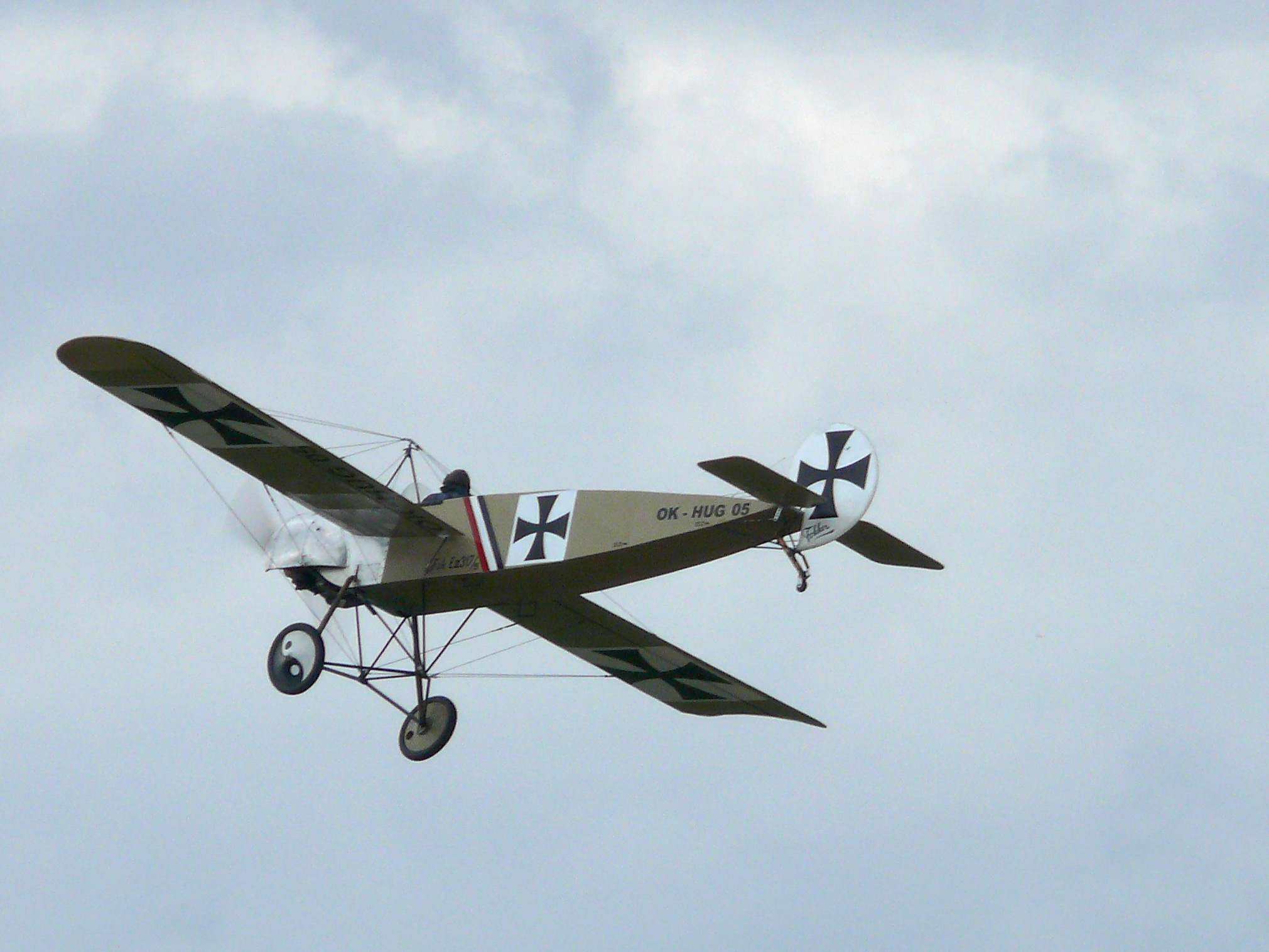
Fokker E.III Eindecker

Ein Eindecker ist ein Flugzeug mit einer Tragfläche bzw. einem Paar Tragflügeln, im Gegensatz zu einem Doppeldecker oder Dreidecker. Der überwiegende Teil moderner Flugzeuge ist als Eindecker ausgelegt.
Eindecker werden nach der Anbringung der Tragflächen am Flugzeugrumpf (Hauptkriterium) in verschiedene Typen eingeteilt:
- Tiefdecker, die Unterseite der Tragfläche schließt mit der Unterseite des Rumpfes ab
- Mitteldecker, die Tragfläche ist in der Mitte der Rumpfseiten angeordnet
- Schulterdecker, die Tragflächen sind oberhalb der Mitte der Rumpfseiten angeordnet
- Hochdecker, die Oberseite der Tragfläche liegt über der Oberseite des Rumpfes

Der erste richtige Eindecker war wahrscheinlich die Blériot XI von 1909. Der erste in Serie gebaute Eindecker die Fokker E.I (von 1915) bis E.IV und das erste Eindecker Ganzmetallflugzeug die Junkers J 1 (von 1915/1916).